# Qazqāpān
Qazqāpān (persiska: قزقاپان) är en ort i Iran.   Den ligger i provinsen Västazarbaijan, i den nordvästra delen av landet, 600 km väster om huvudstaden Teheran. Qazqāpān ligger 1 736 meter över havet och antalet invånare är 229.
Terrängen runt Qazqāpān är varierad, och sluttar österut. Runt Qazqāpān är det ganska glesbefolkat, med 48 invånare per kvadratkilometer. Närmaste större samhälle är Piranshahr, 3,9 km öster om Qazqāpān. Trakten runt Qazqāpān består till största delen av jordbruksmark.